# Edward H. Hamm Jr.
Edward H. Hamm Jr. é um produtor de cinema estadunidense. Conhecido por Southland Tales, Pride and Prejudice and Zombies e God Bless America, foi indicado ao Oscar de melhor filme na edição de 2018 pela realização da obra Get Out, ao lado de Jason Blum, Sean McKittrick e Jordan Peele..